# KOI-1843.03
KOI-1843.03は、地球から見てこと座の方向にある恒星 ケプラー974 (KOI-1843) の周辺を公転する太陽系外惑星である。ケプラー宇宙望遠鏡によって得られたデータを解析したSaul Rappaportらによって発見され、2013年7月に論文が公表された。

## 軌道の種類
KOI-1843.03は、ケプラー974の手前を通過する事によってケプラー974の見かけの明るさが減光する現象を利用したトランジット法によって発見された。KOI-1843.03の通過は4.2時間かかるが、その周期はわずか4時間15分しかなかった。これは2013年時点で発見されている太陽系外惑星の中では、PSR J1719-1438 bについで2番目に短い周期である。また、PSR J1719-1438 bはミリ秒パルサーのPSR J1719-1438の周辺を公転しており、PSR J1719-1438 b自体もかつては恒星の中心核であったと推定されており、通常の恒星と惑星と考えられているものの中ではKOI-1843.03が最短の公転周期を持っている。また軌道長半径もケプラー70cに次いで5番目に小さな軌道長半径を持っている。

## 物理的性質
| 地球 | KOI-1843.03 |
| ---- | ----------- |
| 地球 | Exoplanet   |

KOI-1843.03は地球半径の61%しかない、知られている太陽系外惑星の中でも小さな部類の天体である。そして、KOI-1843.03はKOI-1843から極めて近いところを公転しているため、ロッシュ限界に近く、潮汐力によって惑星が破壊されてしまう可能性がある。KOI-1843.03が高密度の天体ならば、潮汐力に耐えるほどの強度を持つ。観測によって得られたKOI-1843.03の質量は地球質量の8倍以下であり、理論上得られた潮汐力に耐える密度を持つ質量は0.44倍である。これほど高密度の KOI-1843.03は、そのほとんどが鉄で出来た、理論上の存在である鉄惑星ではないかと推定されている。

## 名称
主星 KOI-1843 には KOI-1843.03を含めて3つの惑星候補が知られていたが、2016年にその内のKOI-1843.01の存在が確定し、「ケプラー974b」という確定名称が付与された。しかし、KOI-1843.03に関してはまだその存在が議論されている。